# Сары-Джон
Сары-Джон (кирг. Сары-Жон) — село в Ысык-Атинском районе Чуйской области Кыргызстана. Входит в состав Новопокровского айылного аймака.

## География
Село расположено на севере центральной части области, к северу от Южного Большого Чуйского канала, на расстоянии приблизительно 11 километров (по прямой) к юго-западу от города Кант, административного центра района. Абсолютная высота — 853 метра над уровнем моря.

## Население
Согласно оценочным данным Национального статистического комитета Кыргызской Республики, численность населения села на начало 2023 года составляла 1006 человек.
| год     | 2009 | 2014 | 2015 | 2020 | 2021 | 2023 |
| ------- | ---- | ---- | ---- | ---- | ---- | ---- |
| человек | 656  | 754  | 772  | 902  | 917  | 1006 |